# André Campos Moreira
André Campos Moreira (Ribeirão, Vila Nova de Famalicão, 2 de desembre de 1995) és un futbolista professional portuguès que juga com a porter pel S.C. Braga cedit per l'Atlètic de Madrid.

## Carrera de club
Moreira es va formar al GD Ribeirão. Va debutar com a sènior pel club el 29 de desembre de 2013, entrant com a suplent de Paulo Cunha en una derrota a casa per 2–3 contra l'A.D. Oliveirense en el Campeonato Nacional de Seniores.
L'agost de 2014, després d'impressionar amb Portugal sub-19 al Campionat d'Europa sub-19, Moreira fou venut a GestiFute de Jorge Mendes i va signar un contracte per sis anys amb l'Atlètic de Madrid. Fou immediatament cedit al Moreirense FC de la Primeira Liga, amb el qual va debutar com a professional el 28 de desembre de 2014, com a titular, en una victòria a casa per 2–0 contra el FC Arouca a la Taça da Liga 2014-15.
L'1 de juliol de 2015, Moreira fou cedit al C.F. União per la temporada 2015-16. Va debutar a la màxima categoria de la lliga portuguesa el 16 d'agost, en una victòria per 2–1 contra el CS Marítimo.
El 3 d'agost de 2016, Moreira fou cedit al C.F. Os Belenenses. Catorze dies després la cessió es va anul·lar, després de la lesió de Miquel Àngel Moyà; i només va estar un partit a la banqueta durant la seva breu estada a l'Os Belenenses, en un partit de lliga contra el Vitória de Setúbal.

## Internacional
Moreira va representar Portugal sub-20 a la Copa del Món sub-20 de la FIFA 2015. Va jugar tots els partits a Nova Zelanda, contribuint a que la selecció arribés als quarts de final.